# Jesuíno Ubaldo Cardoso de Melo
Jesuíno Ubaldo Cardoso de Melo (Areias, 16 de maio de 1865 – Rio de Janeiro, 30 de março de 1950) foi um advogado, jornalista e político brasileiro.
Filho de José Joaquim Cardoso de Melo e Emiliana Gomes Guimarães. Casou com Clotilde Pereira Barreto. Obteve o bacharelado em direito pela Faculdade de Direito de São Paulo, em 1885.

## Carreira Política

### A Proclamação da República
Abriu um escritório de advocacia em 1887, na cidade de São Paulo. Nessa época, destacou-se, também, como jornalista, defendendo seus ideais republicanos e abolicionista nos jornais Diário Mercantil, Ensaio Literário, Correio Paulistano e Gazeta do Povo, do qual foi proprietário. Apoiou a Proclamação da República, encontrando-se no Rio de Janeiro durante o acontecido

### Deputado Federal
Em 1891, durante o primeiro governo de Jorge Tibiriçá, tornou-se primeiro delegado auxiliar de São Paulo, além de ter conquistado uma cadeira na faculdade em que estudara. Elegeu-se, por São Paulo, pelo Partido Republicano Paulista, para a 22ª Legislatura, primeira legislatura ordinária da República, de 1891 a 1893. Optou por não concorrer a reeleição para concorrer à Assembleia Estadual de São Paulo, sendo eleito em 1894, cargo que cedeu para outro membro do PRP.
Durante o primeiro governo de Rodrigues Alves, tornou-se segundo delegado auxiliar de São Paulo. Em 1903, elegeu-se, por seu estado, para a 26ª Legislatura da Câmara dos Deputados, de 1903 a 1905. Conquistou, ainda, a 27ª Legislatura, de 1906 a 1908, e a 28ª Legislatura, de 1909 a 1911, participando da Comissão de Diplomacia e Tratados do Congresso.

### Secretário da Presidência da República
Junto a Francisco Glicério, Jesuíno Cardoso compunha a ala conservadora do partido. Em 1910, apoiou a candidatura militar do marechal Hermes da Fonseca, opondo-se aos civilistas do PRP. Desse modo, foi nomeado secretário da Presidência da República em 1913 e, no final de 1914, ministro do Tribunal de Contas da União, aposentando-se apenas em 1937, sendo considerado um dos ministros mais longevos.
.
Faleceu em 30 de março de 1950, na cidade do Rio de Janeiro, recebendo grande homenagem da Faculdade de Direito de São Paulo.